# コモンデスアダー
コモンデスアダー (学名：Acanthophis antarcticus) は、コブラ科デスアダー属に分類されるヘビ。毒蛇であるため特定動物に指定されている。

## 分布と生息地
オーストラリア東部・南部（ニューサウスウェールズ州、クイーンズランド州、南オーストラリア州、西オーストラリア州）に分布。ノーザンテリトリー、西オーストラリア州、南オーストラリア州西部では数が少なく、ビクトリア州では絶滅した。森林や草原、砂地に生息し、落ち葉や瓦礫の下に隠れている事が多い。

## 形態
全長は70-100cm。体色は砂地に目立ちにくい茶褐色もしくは灰褐色。頭は三角形で、瞳孔は縦長。牙はオーストラリアの蛇では最長。形態的にクサリヘビ科に似るが、実際はコブラ科である。オーストラリア大陸にはクサリヘビが生息しないため、その代置種として本種がクサリヘビの生態系上のニッチを占め、クサリヘビのような形態になったといわれる。
攻撃速度が最も速いヘビの一つで、0.15秒以内に獲物に毒を注入し元の姿勢に戻ることが出来る。

### 毒
毒性は強力な神経毒で、オーストラリアでは特に危険なヘビの1つ。抗毒素が導入される前はデスアダーによる咬傷の約50%が致命的だったが、現在では血清が広く入手可能であり、死亡率は下がっている。

## 生態
小型の哺乳類や鳥類、トカゲを捕食する。待ち伏せ型の捕食者で、落ち葉の下などに潜み、尻尾を動かして虫のように見せる。デスアダーは攻撃的では無いが、物の下に潜んでいるため人間にとっては危険である。卵胎生であり、夏の終わりに通常3 - 20匹の仔を産む。最大で30匹以上の仔を産んだ例が知られる。

## 懸念
外来種であるオオヒキガエルの影響を受けており、ヒキガエルは幼体を捕食し、そのうえ有毒であるため、捕食した成体のデスアダーが中毒を起こしている。